# Supreme Rock
Suprême Rock est un cheval de sport Irlandais né en 1988, monté par Pippa Funnell dans quatre compétitions internationales pour la Grande-Bretagne. C'est un hongre bai toisant 1,70 m.

## Histoire
On se souvient de lui surtout pour son rôle dans la victoire de Pippa Funnell au Grand Chelem de concours complet en 2003, remportant le concours complet de Badminton, le Rolex Kentucky et le Land Rover Burghley Horse Trials. Il est également le seul cheval à avoir gagné deux titres aux championnats d'Europe coup sur coup à Luhmühlen (Allemagne) en 1999, et Pau (France) en 2001 – ainsi qu'à faire partie d'un groupe réduit de chevaux à avoir remporté le concours complet de Badminton à deux reprises en 2002 et 2003. Le point culminant de sa carrière avec Funnell a été sa médaille d'argent par équipe aux jeux Olympiques de Sydney en 2000.

Il a pris sa retraite en 2005 au Badminton Horse Trials du fait d'une blessure aux tendons. Il a été euthanasié en avril 2013 à l'âge de 25 ans.

## Pedigree
| Origines de Supreme Rock                    | Origines de Supreme Rock             | Origines de Supreme Rock |
| ------------------------------------------- | ------------------------------------ | ------------------------ |
| Père Edmund Burke (Pur-sang) 1973           | Advocator (Pur-sang) 1963            | Round Table              |
| Père Edmund Burke (Pur-sang) 1973           | Advocator (Pur-sang) 1963            | Delta Queen              |
| Père Edmund Burke (Pur-sang) 1973           | Section (Pur-sang) 1965              | *Ambiorix                |
| Père Edmund Burke (Pur-sang) 1973           | Section (Pur-sang) 1965              | Zonah                    |
| Mère Rineen Classic (Hunter irlandais) 1984 | Bassompierre (Pur-sang) 1968         | Khalkis                  |
| Mère Rineen Classic (Hunter irlandais) 1984 | Bassompierre (Pur-sang) 1968         | La Bonne                 |
| Mère Rineen Classic (Hunter irlandais) 1984 | Golden Brief (Hunter irlandais) 1974 | Awkward Brief            |
| Mère Rineen Classic (Hunter irlandais) 1984 | Golden Brief (Hunter irlandais) 1974 | Bodecia                  |